# Cephaloscyllium isabellum
Espèce
Statut de conservation UICN

 LC  : Préoccupation mineure
Cephaloscyllium isabellum, ou Holbiche à damier, est une espèce de requin de la famille de Scyliorhinidae.

## Distribution

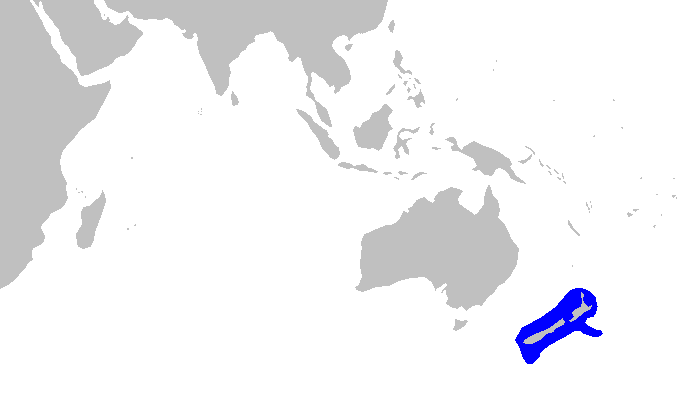
Distribution de Cephaloscyllium isabellum

Cette espèce se rencontre autour de la Nouvelle-Zélande jusqu'à 250 m de profondeur.

## Habitat
C'est un requin de fond, qui le jour vit dans les anfractuosités des hauts-fonds et peut la nuit chasser sur les fonds sableux situés à proximité.

## Référence
- Bonnaterre, 1788 : Tableau encyclopédique et methodique des trois règnes de la nature... Ichthyologie. Panckoucke, Paris, p. 1-215.